# МБО-2
МБО-2 — советская произвольная винтовка с быстрой перезарядкой под патрон с высокой начальной скоростью пули калибра 5,6×39 мм. Предназначена для спортивной стрельбы по мишени «Бегущий олень» на дистанции 100 метров, но может быть использована и в упражнении «Бегущий кабан». Разработана коллективом Ижевского машиностроительного завода под руководством Александра Сергеевича Анисимова.

## Конструкционные особенности
Конструкционно является развитием семейства МБО-1. Затвор оружия прямоходный, продольно-скользящего типа, аналогичен самозарядной винтовке «Гаранд». Ёмкость двурядного магазина 3 патрона. Подача патрона в патронник производится вручную. Основное отличие от винтовки МБО-1М заключалось в наличии дульного тормоза-компенсатора с регулируемым по величине и направлению компенсирующим импульсом, прикладом улучшенной эргономики с регулируемым по высоте гребнем и наличием оптического прицела (к тому времени правилами соревнований разрешили использовать для стрельбы по
движущимся мишеням оптические прицелы).